# 認知作戰
認知作戰 、「認知戰」、認知領域作戰（英語：Cognitive Domain Warfare），亦可稱為影響力作戰（英語：Influence operation）、輿論戰。是一種結合多元領域技術企圖製造衝突的手段，目標是影響個人、團體或國家對某一問題、事件或局勢的思考方式。認知作戰的目的，在於透過釋放虚假資訊，影響並破壞社會既有、互相信任的網絡，並加深對立、降低士氣，打擊對手計畫和開展活動的能力。也就是聚焦在被攻擊方的大腦認知運作（心理意識、邏輯習慣）。

## 概念

### 定義
學界對「認知作戰」（Cognitive warfare）的定義，目前尚未完全取得共識。哈佛大學貝爾佛中心的 Oliver Backes與Andrew Swab （2019）將認知作戰定義為「一种旨在改变目標人群的思维方式的战略，并藉此改变其行为方式」；約翰霍普金斯大學 Alonso Bernal 等人（2020）則定義認知作戰是「外部实体对公众舆论的武器化，其目的是影响公眾與（或）政府政策，或破坏政府行动及（或）政府机构的稳定」:9-10。國防大學教授林政榮表示「認知作戰」一詞最早來自於北大西洋公約組織（NATO）的一份報告，當中定義認知作戰是一個新型競爭領域，超越傳統的陸、海、空等空間，屬於「一種非常規的作戰方式，利用每一個人的心理偏見與反射性思維，透過科技網路，操控人類思維，引發思想改變，因而產生負面影響。」；前美國陸軍戰爭學院院長Robert H. Scales少將曾總結北約的作戰理念談及：「勝利將更仰賴掌握精神文化、而非佔領地理上的制高點加以定義」。而中国人民解放军国防科技大学教授梁曉波認為，認知作戰是以現代理論和科學為基礎，進行輿論宣傳、心理勸服以及意識形態鬥爭的重要形式，以獲得人們在思想、信仰和價值觀等方面的主動權。
據國防安全研究院學者林柏州指出，1999年共軍校院學者提出「超限戰」，要求動用一切手段，以弱擊強，迫使敵方滿足自己利益；中國共產黨於2003年將「三戰」理論納入《中國人民解放軍政治工作條例》；2014年軍事理論機構提出「制腦權」，重視意識形態操縱、影響力作戰、戰略訊息戰。說明中共對臺民眾運用認知、心理鬥爭手段，具有一定的理論基礎。
對於這類型的作戰，亦有「影響作戰」（英語：Influence operation）、「認知領域作戰」:3，或使用「認知域作戰」等稱呼（英語：Cognitive domain warfare）。

### 與其它類型作戰的關係
學者認為「認知作戰」是灰色地帶或混合戰的下位概念。
- 有觀點主張，認知作戰是「資訊戰」（英語：Information warfare）的一環[4]，而資訊戰是混合戰的一環[11][13]；
- 也有學者主張，資訊戰是認知作戰的下位概念[5]。

認知作戰可能包含傳統宣傳戰、心理戰、思想戰以及法律戰等多元領域。「認知戰」和「資訊戰」兩者相較，資訊戰可透過線上社群媒體和實體人際網路，對已成為鎖定目標的決策者發動（Ventre 2016; Libicki 2020; Prier 2020; Di Pietro, Caprolu, Cresci 2021），亦可誤導扭曲選民的認知和情感（de Buitrago 2019; Serrano-Puche 2021）；而認知戰除了聚焦媒體操作，同時著重延伸至「影響大腦運作」的神經科學領域，不限於一般大眾傳播媒體領域。在各種類似概念中，目前只有「認知作戰」將神經科學做為武器投入各種實務應用，致力於影響目標對象的大腦認知運作。
資訊在認知作戰中，是作戰的武器。:28認知作戰中，資訊也可以是真實或半真半假的，不需全然是「假新聞」，從政府內部流出的文件、政治人物的不當言行，就足以引起社會分裂。對於認知作戰與資訊戰的區別，Rajesh Tembarai Krishnamachari（2004）認為「認知作戰」是一種以影響敵方的意識和行為為目的的作戰方式，它包括使用多種手段，如媒體、社交媒體、文化、政治等，以操縱和影響公眾與敵方的意識；「資訊戰」是認知作戰的一種組成部分，專注於使用信息和技術，如媒體、社交媒體、網際網路、電子和數位技術，以影響敵方的意識和行為。梁曉波等論者則提出認知作戰主要也仰賴語言作為媒介以發揮作用。

## 目標
「破坏稳定」（destabilization）和「影响」是認知作戰的基本目标，其作用則是在社会中散播不满情绪或鼓励特定的信仰和行动，让敌人从内部摧毁自己，使其无法抵抗、阻止或转移攻擊者的目标:3-4, 11。认知作战除了嘗試改变人们的想法，也訴諸改变受眾的思维、情緒和行为方式；如果成功，將可能塑造與影响个人或群体的信仰和行为，使之有利于攻擊者的战术或战略目标。最極端的情況下，可能讓整个社会分崩离析，不再有集体意志来抵抗攻擊者，進而讓攻擊者在不诉诸公然武力威脅下，制服一个社会。

### 破坏稳定
認知作戰的首個基本目標，在於透過「負面情緒動員」等途徑破壞社會上既有的團結與信任，以動搖目標人群（攻擊對象）的社會穩定:12，造成其不斷糾結於內部問題，生產力下降、拒絕合作，不再致力於達成共同的目標。破壞的方式有：加速群體中已有的分裂，或引入新的想法、概念，以使不同群體相互對立，加劇兩極化；過程中所選擇使用的議題應於平時持續收集準備，聚焦現實社會的各種重要面向和數據，可以涉及宏觀的國家或社會制度、意識形態等，或者微觀的個人或事件所反映的社會缺陷及黑暗面，微觀題材有時也可能轉化為涉及宏觀面的重大議題，而相關題材皆應配合整體軍事行動，使認知作戰能滿足當下宏觀政治和外交整體局勢的需求。

### 影响
認知作戰的第二個基本目標：影響目標人群。攻擊者操縱目標群體對周遭事物的認知與理解，以有利於自身目的的方式，促使目標群體行動，最終讓目標群體在某件事上引發共鳴。:19-20影響的目標對象包括特定或不特定的一般民眾、軍隊、軍事、政治或商業等領域的領導人或指標性人物，其中涉及目標的認知偏好或習慣、認同、價值觀、信仰、態度和情感等，有觀點認為最有影響力的武器是足以影響人們的「思想」和「理論」。
根據腦神經科學家發現，由於影響人類判斷的是大腦負責掌管情緒的神經網路區塊，因此人類在感到壓力和恐懼的情形下，其感知和決策容易受到扭曲（Barrett and Simmons 2015）。就傳播效果而言，根據台灣的中央研究院和國防安全研究院發表於牛津大學出版期刊《全球安全研究》的共同研究，認知作戰的影響效果複雜，即便受眾的大腦未採信虛假資訊，仍增加大腦的認知處理成本；在虛假訊息反覆曝光、重複刺激之下，受眾將降低接受的心理成本，對於公共事務缺乏足夠認識者可能更依賴相關外部訊息而易受影響，但由於現實環境中的其他條件，研究顯示受眾接收假新聞後實際引起的政治效果相當有限（Hjorth and Adler-Nissen 2019; Jones-Jang, Kim and Kenski 2021），閱聽眾可能不會直接接受獲得的訊息。亦有學者認為認知戰傳遞的各類訊息未必能達成預期效果，而資訊正確與否亦無法保證認知作戰結果，即便能達成心理效果亦相當隱晦。

## 作戰方式

### 常見類型
常見的認知作戰方式包括：
- 媒體宣傳：通過媒體或相關的關鍵意見領袖（Key Opinion Leader），如新聞報導、廣告、電影和電視節目、出版品，以宣傳自己的觀點和意見[27][28][7][29]。
- 社交媒体操控：通過社群媒体平台，如抖音、小红书、推特、臉書、Instagram等，以及相關的關鍵意見領袖，試圖操縱、影響大眾觀點和行為[30][31][23][29]。有觀點認為是否能確保網際網路、社群媒體或軟體的安全，是影響國家認知領域安全的關鍵，亦已成為國際間認知作戰的主戰場[9][7]。通过控制并利用社交媒体中被列入白名单的关联账户[32]、使用虚假生成的伪造个人和媒体账号，宣传有利资讯[33]。
- 情报操縱：通過篡改、偽造和散布虚假或不實的資訊、情報，以影響敵人的决策、行動或公眾領域的輿論[30]，達到分化、煽動、恫嚇等效果[21][6]:12[22][28][7][29]。當此類資訊摻雜部份真實訊息，將使外界更難辨別真偽、更易於取信大眾，也提高澄清事實的難度[16]。
- 文化影響力：通過語言和文化，如音樂、電影和藝術，影響敵方的意識形態和價值觀。有觀點談及由於不同國家和民族的文化傳統、宗教信仰、風俗習慣、心理認知和思考模式皆有差異，有時國家內部的多元民族之間也存在認知上的分歧、差異甚至敵意，因此建構並掌握不同國家或目標群體的文化認知模型，尤其是加強對於敵方軍事人員基本文化特徵和認知行為，以及目標群體的不同社群、包括一般人民和非政府組織對於常見的重要敏感議題之基本認知和態度等相關研究，是進行認知作戰的關鍵措施[9]。
- 政治宣傳：通過政治宣傳，如演講、宣言、示威遊行、公共關係、公共外交、政策報告和競選廣告等途徑，影響目標受眾的意識和行為[5][25][26][7][29]。

### 科學技術
在人工智能（AI）發展之下，認知作戰可以透過大數據分析運用和計算能力、智慧型手機、社群媒體平台等基礎，對不同目標群體以及特定個體進行各類型資料和訊息的廣泛收集分析，以嘗試模擬計算目標對象的大腦思維、心理和情感認知、社會行為和輿論等面向，以便於和對手展開認知領域攻防；Burke等人（2020）對此亦認為，在中華人民共和國對於贏得認知作戰的戰略指導方針中，人工智能和大數據分析技術發揮關鍵作用。此外，可運用「劍橋分析」技術作為手段，透過收集個人資訊與政治傾向後，歸納出不同態度、偏好、立場的群體，分別投放提供不同資訊，將相同偏好的目標群體聯結在一起，形成「同溫層」；同時，將不同偏好的人群隔離，減少相異群體間資訊交流的機會，再分別投其所好，影響相關群體的行爲，以成為可能引導大眾輿論風向和心理情緒的指標，達成特定政治目的。

## 傳播途徑

### 媒介
認知作戰是由攻擊者透過管道，向被攻擊對象提供內容以達成。藉由被攻擊對象（被攻擊對象若為團體，則是團體中的個人）的心理思維改變其思想與行為進而造成影響，其傳播媒介多元，如古代戰爭時散發的文宣，而現代認知作戰經常透過抖音、Twitter、YouTube等社群媒體。學者沈伯洋認為，傳播媒介並非研究認知作戰的重點，而應以傳播過程分類較有意義。2022年，台灣學者提出認知作戰的訊息傳播節點可能已由原先包含的特定人員、網路意見領袖、組織或其他管道，擴大至國家，並且已有研究證明「在地協力者」或是網紅等類型的訊息傳播節點是關鍵途徑。

### 過程
以傳播過程與攻擊動機分類，認知作戰的方式可以分成人流、金流與資訊流，其應對方法各有不同。人流的動機是驅動意識形態，攻擊者組織傳播資訊的人（例如社群媒體的使用者），協助將特定資訊（可能，但未必由攻擊者產生）傳播給受眾，或進行網路宣傳與攻防。金流的動機是間接投資，是指攻擊者只提供資金贊助傳播資訊者，而資訊的產生到散布都透過「外包」由傳播資訊者自行為之，通常以「陰謀論」、「故事型」的形式傳播。資訊流則是指從資訊產生到散布，都由攻擊者自行執行，通常透過建立節點後，產製假新聞，或者製作便於網路社群傳播的影音、圖文、懶人包，以節點傳播吸引大量受眾，動機在於達成直接的訊息操弄。
若進行國際間的跨國傳播，涉及文化和語言差異，梁曉波認為應藉由多媒體管道，將目標對象的語言和文化與本國的文化和思想內涵結合，同時由國家和民間的專家學者、意見領袖、一般民眾等途徑，將設定完成的議題「多點、多位、多維」同時發聲、散佈傳播；這些協助發聲傳播的人員應熟悉外語、國際傳播和跨文化交流互動，平時可以藉由各式議題在公眾領域提供觀點、建立人脈、累積粉絲或支持者，在關鍵時刻則可影響他們的支持者，達成傳播效果。

## 應對措施

### 揭露規管與培訓宣導
有觀點認為，由於網路資訊傳播快速，可突破時間和空間限制，且常難以辨別來源與訊息真偽，對於標榜「言論自由」的國家或地區較難以法規直接限制規範、控管網路意見領袖或掌握網路輿情，可透過立法規管科技巨頭，或要求網路平台揭露廣告、直播等網路傳播形式的贊助金流，讓受眾了解收益來源以及可能的影響，而實務上建立追查個人金流來源的法規亦具一定難度，因此如澳洲政府會定期公開報告「境外勢力」的活動情況，法國國民議會亦於2022年成立「外國干涉調查委員會」，授權委員會可就外國政府、企業、團體及個人，透過政治、經濟等方式，企圖影響或賄賂國內政黨、領導階層或意見領袖等情形進行調查。歐洲聯盟則在2023年宣布規劃建立因應境外勢力資訊操弄的「資訊分享及解析中心」（Information Sharing and Analysis Centre），以集中彙整和分析相關案例。也有學者如Silverstein（2019）主張政府應該對神經科學被作為武器運用進行道德監管。此外，被攻擊的對象需要知道認知作戰正在進行；在決定采取行动前，需要有能力观察與調適（OODA循環）。
部分國家或地區的政府已禁止公務人員於政府機關的電腦和公務手機使用特定社群軟體，或者考慮研議修訂法規以規範公務機關所使用的資訊設備，同時使企業配合承擔企業社會責任、增加業者的資訊安全管理能力。另一方面，政府部門可透過大眾媒體對民眾進行宣導，並成立專責調查單位和訊息澄清機制；同時，加強社會大眾的「媒體識讀」能力並增進理解言論自由的界線，以更有效因應「仇恨言論」及真假摻雜的爭議訊息。而國防軍事和國安單位對於「認知作戰」相關疑慮則可透過情報偵蒐掌握狀況，以及資訊判讀教育訓練、適當的應處態度加以反制。同時，有觀點認為政府權責單位應主動以「揭露」和「打擊節點」的策略採取反制行動，並提升民眾的「數位公民意識」。
若進行國際間的跨國傳播，政府可協調專責機關培育專業及外語人員，透過宣傳管道聚焦柔性的價值訴求，以尋求外界支持認同。

### 媒體識讀與公民參與
在社會公眾領域，需要讓公民社會理解言論自由的界線，以拿捏言論自由與國家安全之間的分際。為提升民眾的資訊識別和認知能力，可持續透過教育提升社會各界的媒體識讀素養和批判性思維，多元接收訊息、比較不同來源的相關資訊、破除迷思，建立受信賴、具公信力的「第三方組織」，以及由公民團體發動澄清資訊的事實查核機制，並且增進與非政府組織（NGO）合作；同時，嘗試建立各種表達不同立場、多元觀點的小眾媒體，讓互異的價值觀得以發聲表達外，亦應形塑凝聚國家和社會的內部共識。
對於協助散佈假訊息的「在地協力者」，透過公開譴責讓大眾有所認知，是有助於反制打擊協助散佈者的方法。

## 實際案例
早期認知作戰研究文獻，多是探討集權政府的網軍對內維穩製造的假象，後來則逐漸有探討網軍對敵方作戰的研究。

### 印度和巴基斯坦
在2025年的印巴冲突中，认知作战也是无形的战场之一，虚假的信息传播至各国的主流媒体，混合作战也是未来全球的趋势。5月6日，印度发起代号为辛杜尔的军事行动后，社交媒体X流传的、充斥着五花八门内容以彰显印度军事实力的帖子被冠以“突发新闻”和“独家”的内容在印度最大的新闻节目中播出。这些帖子声称，印度已经击落了多架巴基斯坦空军的战机、俘虏了一名巴基斯坦飞行员、占领巴基斯坦卡拉奇港口并接管拉合尔。另有虚假的帖子称，巴基斯坦最有实力的军事领袖已经被捕并有一场政变将会发生。而在双方敌对行动期间，一条广泛传播的帖子称“我们明天将会在拉瓦尔品第吃早餐”，而拉瓦尔品第为巴基斯坦军部所在地。这些帖子往往会带着虚假的爆炸影像、摇摇欲坠的建筑物和从天而降的导弹等。社交媒体和主流媒体中传播的虚假信息则出现在了部分印度著名国家媒体，例如Aaj Tak和News18中。此外，印度最杰出的记者之一、《今日印度》电视台主播拉吉佩普·萨迪赛因报道巴基斯坦战机被击落而在电视直播中道歉。
巴基斯坦方面，刚被巴解禁的X也成为虚假信息的来源地，例如“印度一名飞行员被俘”、“印度军队政变”、“巴基斯坦摧毁印度军事防御”、“巴基斯坦网络攻击攻击致使印度大部分电网瘫痪”、“印度军队举白旗投降”等虚假说法也广为流传。甚至其中的一些虚假帖子被一些主流媒体、杰出的记者和政府部长放大传播。
位于华盛顿的有组织仇恨研究中心（CSOH）执行主管Naik称，来自印度的捏造事实的帖子通常由通过验证右翼账号分享或者转发，这些账号多数公开支持莫迪领导的、一向主张印度民族主义的印人党政府，该政府长期支持使用社交媒体来推动议程。印人党的一些政治人物也会转发一些捏造的信息。
相关传播虚假信息的方式
- 游戏视频：报道指出，使用模拟视频成为传播巴基斯坦对印度展开军事行动的热门工具。印度使用游戏视频作为印军叽萝巴基斯坦枭龙战机的实战镜头[48]。
- 移花接木：俄乌战争期间的镜头则被移植到“印度对巴基斯坦进行大规模空袭”的场景中[48]。以色列军队袭击加沙的视频被用于巴基斯坦卡拉奇港口被印军占领的虚假新闻中[49]。
- 篡改图像：AI篡改的图像被广泛的被用于巴基斯坦军大败。土耳其飞行员的图像也被用于捏造巴基斯坦飞行员被俘的报告中[48]。

### 美国
据路透社报道，美国前总统特朗普授权中央情报局在中国的社交媒体开展秘密行动，该项目始于2019年，旨在引导公众舆情，反对中国政府。三名前官员对路透社表示，中情局成立了一支使用虚假身份的小型化特工团队来散播关于中国政府负面评论同时向海外媒体泄露毁谤信息。两位前官员指出，这些在中国国内行动旨在煽动高层领导人，迫使政府花费大力气去在搜寻网络入侵行动。中国外交部发言汪文斌回应称，美国常年有组织有计划地散布涉华虚假信息，这已成为美国对华认知战的重要手段。
2024年6月，据路透社曝光了美国国防部在新冠疫情期间以散播虚假消息的方式在菲律宾抹黑中国科兴疫苗的行为。报道称美军透过冒充菲律宾人的网络假帐号在社交平台X（原推特）上编造虚假言论，形成一波抵制疫苗运动。 报道认为，此次美军抹黑中国疫苗行的动始于2020年春季，且在拜登上台后持续了一段时间，于2021年春被下令停止。一名参与此次行动的高官透露称，“我们不从公卫角度看待... 而是研究怎么诋毁中国”。
美国调查机构The Intercept指出，美国国防部利用推特协助进行宣传活动。推特内部文件显示，在美国政府部门的要求下，推特大量的账户列入白名单，这些被列入的白名单的账户被美国防部用于在国外开展在线宣传，试图塑造对于也门、叙利亚、伊拉克和科威特的舆论认知。
这些白名单账户起初公开地隶属于美国的政府部门，但随后美国防部改变其策略，隐藏与这些账户的关系。虽然推特高层对此留意过，但并没有关停这些账户。
当时为美国中央司令部的工作的雇员Nathaniel Kahler于2017年7月26日向推特代表公司的公众策略的团队发送请求邮件，要求批准验证一个账户并将的一些说阿拉伯语的账户列入白名单用以放大宣传特定的消息。在这些被列入白名单的账户中，@yemencurrent用于宣传美国对于也门的无人机袭击公告，强调美国的无人机袭击“是准确地”用于杀死恐怖分子，并推动美国和沙特支持对也门胡塞武装恐怖分子的袭击。
推特公司声称致力于识别并打击与国家政府机构工关联的账户的宣传行为。例如2018年冻结了与俄罗斯政府相关宣传相关的工作账户、2021年关闭了几近1000个的与泰国军方有关的账户，但是对于美国军方则开了后门。
美国斯坦福大学网络观察（Stanford Internet Observatory）与Graphika联合发布报告 《Unheard Voice：Evaluating Five Years of Pro-Western Covert Influence Operations》称，美国在推特、脸书和Instagram以及其他五个社交平台中存在着一个相互关联的账户网络，而这些账户使用诱导性策略来在中东和中亚宣传亲西方言论。这些宣传促进对美国及其同盟国的利益，同时反对包括俄罗斯、中国和伊朗在内的国家。这些账户主要批评俄罗斯在俄罗斯侵略乌克兰期间对无辜平民造成的死亡以及俄军犯下的战争暴行，部分活动还同时促进了反极端主义信息的传播。针对中亚的宣传所用的账户几乎完全集中于中国，这些虚假的人物和媒体（账户），主要关注新疆再教育营、和对穆斯林等少数民族的种族灭绝。
据《纽约邮报》报道，2020年10月，乔·拜登的总统竞选团队敦促时任奥巴马政府的前中央情报局局长麦克·莫雷尔（Mike Morell）帮助拜登组织一个50名情报官员联名上书，称关于拜登的次子亨特·拜登笔记本邮件门事件的报道是俄罗斯的假消息。莫雷尔在一次众议院司法委员会的私下证词中谈到，在《纽约邮报》发布关于亨特·拜登的邮件门报道之后，2020年10月17日或之前的事件，现任拜登政府国务卿安東尼·布林肯与他进行了联系。雷瑞尔组织情报官员联名公开信的目的是帮助副总统拜登来赢得选举，因为他被认为是拜登政府下的潜在中央情报局局长人选。之后，这份联名公开信被交给了美国政治新闻公司《Politico》，并于同年10月19日发布了题为《Hunter Biden story is Russian disinfo, dozens of former officials say》，声称《纽约邮报》的报道”数十名前情报官员认为，是俄罗斯信息战（Hunter Biden story is Russian disinfo, dozens of former officials say）“并且具有俄罗斯信息战的所有典型特性“。推特最终在选举前的关键几周禁止了对于《纽约邮报》关于亨特·拜登电脑们的报道，脸书同样限制了用户查看完整报道的途径。共和党人在一次听证会上职责推特与政府部门以及新闻媒体合作压制《纽约邮报》报道，推特高管承认压制该报道是“错误的”，但否认美国政府参与到对《纽约邮报》报道的压制。脸书创始人扎克伯格则在采访中称，对于《纽约邮报》报道的限制性措施则是基于美国联邦调查局的警告。联邦调查局在报道发布之后联系脸书团队，警告俄罗斯在2016年期间（通过散播假信息）干预大选。脸书则认为该报道符合了这种模式，最终选择限制了报道传播的范围以及《纽约邮报》的排名权重。
知更鸟行动起源于冷战初期，是中央情报局开展的一项大规模的计划。通过控制媒体并最终影响公众舆论。

### 俄羅斯

#### 運用手法
根據美國國務院的報告，俄羅斯的訊息戰系統包括五個部分：政府發佈消息的通訊平台、由國家資助全球訊息發佈管道、培養代理人資源、武器化社群媒體以及運用網路假訊息。Silverstein（2019）認為，俄羅斯透過認知作戰，干預美國總統大选和英國脫歐公投；而根據 Connell 和 Vogler的研究（2017），俄羅斯進行的網路戰將認知操縱作為其中的關鍵要素。英國情報機構「政府通訊總部」於2023年發佈的報告表示，俄羅斯和伊朗等國家經常執行各種不同類型的網路攻擊，散播假消息。烏克蘭媒體人、非營利組織「歐亞民主倡議」主任札爾馬耶夫（Peter Zalmayev）表示，俄羅斯於2014年併吞克里米亞（Crimea）之前，已開始在烏克蘭境內持續散布不實資訊，包括削弱烏克蘭主權、否定其身為主權國家的地位等不實言論，並製造資訊混亂以阻止事實傳遞，至今難有方法有效遏制；沈伯洋認為，俄烏戰爭中，俄羅斯運用了認知作戰。
2016年，中華人民共和國時任驻俄罗斯大使李輝受訪談及，往後數年中華人民共和國與俄羅斯雙方將開啓媒體交流，在「平等互信、增進友好、服務大局的原則指導下」，打造「媒體利益共同體」，以「充分發揮國家喉舌的作用，積極主動爭取國際話語權」，致力營造對兩國「務實合作有利的輿論環境」。由於俄羅斯長期對歐洲「操弄資訊」以影響輿論，歐洲聯盟自COVID-19（2019冠狀病毒疾病）疫情流行後，也開始關注中華人民共和國對外操作資訊的現象。歐盟於2023年首度發表「外國資訊操弄干擾威脅」報告，歐洲對外事務部負責人暨歐盟外交和安全政策高級代表何塞普·波瑞爾（Josep Borrell）表示，該份報告中所指出對於如中、俄「兩個資訊操弄的威脅主體合作」是令人擔憂的主要發現。美國國務院「全球參與中心」（GlobalEngagement Center）特使詹姆斯·魯賓認為，俄羅斯對烏克蘭發動戰爭的觀點，透過中華人民共和國協助重複傳播，雙方在傳播領域已接近完成結盟，札爾馬耶夫也認為中華人民共和國協助俄羅斯散布不實資訊。
歐洲對外事務部自2015年起至2022年共收集到超過15,000件境外勢力對歐洲發動資訊操弄攻擊的案例，據統計自2022年10月至12月的100個案例中，其中由俄羅斯發動的有83例、當中以使用俄語占多數；中華人民共和國有12例、其中七成使用英語；中俄合作則有五例。根據歐盟的首份外國操弄資訊報告顯示，在資訊操弄相關案例中，操作目的為「誤導議題方向」的案例，俄羅斯占42%、中華人民共和國占56%；目的為「歪曲事實」者，俄羅斯占35%、中華人民共和國占18%。該份報告指出相關假訊息的攻擊對象以烏克蘭居多，其次為歐盟機構，而歐盟外交和安全政策高級代表波瑞爾和美國也在其中；中華人民共和國企圖藉由資訊操弄分化西方國家，並且將美國描述為使歐洲不安的來源。

#### 討論個案
由於俄羅斯國內媒體受其政府操控，2014年7月發生的马来西亚航空17号班机空难，事發時相關資訊便十分混亂。2016年，俄羅斯特務人員在美國總統大選期間於網路社群媒體使用假帳號，冒充為美國政治和運動組織代表，成功使美國民眾在政治議題上相互攻訐，俄羅斯網軍相關帳號在推特可能影響近67萬名用戶；根據美國國會在2017年年底舉辦的聽證會上由推特、臉書和谷歌公布的資料顯示，超過數百萬名美國人在總統選舉期間接觸到假新聞。此外，據美國資訊安全公司「Proofpoint」研究認為，俄烏戰爭爆發後，長期支持俄羅斯政府的俄羅斯喜劇演員雙人組合「沃萬與萊克斯」（Vovan and Lexus），對於較強烈批判俄羅斯的北美洲和歐洲國家政府官員增加捉弄惡搞的頻率，是配合俄國政府散布假消息的行動，以此混淆西方國家的政府官員。

### 中国大陆

#### 參與人員
中國共產黨僱用了大量網絡評論員發佈大量有利中華人民共和國的信息和評論，外界多以「五毛黨」稱呼受中共指使的網絡評論員和網絡特工。網絡評論員一般偽裝成一般網民，發表擁護中國共產黨和中華人民共和國政府的言論，圍攻批評中共的網民，或採取其它信息傳播策略，達到影響、引導和製造網絡輿論的目的。
2014年2月27日，中共中央總書記習近平在中共中央網信小組第一次會議上發表的講話中也要求「要創新改進網上宣傳，運用網絡傳播規律，弘揚主旋律，激發正能量，大力培育和踐行社會主義核心價值觀，把握好網上輿論引導的時、度、效，使網絡空間清朗起來」。

#### 運用手法
據《經濟學人》報導，中華人民共和國多年來持續對中華民國進行心理戰，其他論者亦談及中國共產黨運用認知作戰的手法影響目標國家人民。其認知作戰的手法主要類型有：軍事恐嚇、以雙邊交流施加影響力、透過宗教影響力進行干涉，以及網際網路上的虛假信息和內容農場等，當中的共同模式可概括為：直接或間接的威脅，並且對反抗其政策者施加心理壓力，吸引目標族群以及分散注意力等；至2023年，相關運作手法已包括設立掩護公司、聘請世界各地的自由撰稿人及主動招募抗議人士。對於解放軍研究中所使用的「超限戰」一詞，大致等同混合戰，而輿論戰、心理戰、法律戰等「三戰」都可以包含在資訊戰的範圍內；學者沈伯洋（2021）則提出前述分類無法涵蓋中華人民共和國政府後來發展的「數位極權」（如華為向外輸出）、海外個資蒐集（輸入）等作為。另外，學者鄭惪應（2022）認為中國共產黨對臺灣的認知作戰沒有平時與戰時之分別，亦已無所不在。
以中國大陸對臺灣的認知作戰而言，美國官員博明公開表示中國大陸已投入龐大經費，對臺灣進行認知作戰，且可能已有所成效；日本防衛省智庫「防衛研究所」於2022年發布的《中國安全保障報告》提及，中國大陸一年內對台灣發動超過14億次的網路攻擊，並試圖策反跨國企業及軍隊相關人員。加拿大時任聯邦眾議員暨國防委員會主席約翰·馬凱以及前加拿大安全情報局亞太地區主任朱諾—勝谷（Michel Juneau-Katsuya）等人公開表示，中華人民共和國在加拿大進行許多內部滲透及影響工作，加拿大已對此提高警覺；Kelton 等學者認為，中華人民共和國對澳大利亞與紐西蘭也有實行認知作戰。
根據法國國防部智庫「國家軍事學校戰略研究所」學者暨情報專家保羅·切龍（Paul Cheron）和國安專家讓-巴蒂斯特·讓傑尼·維爾默（Jean-Baptiste Jeangène Vilmer）在2021年發表的研究報告《中國影響力行動--馬基雅維利時刻》（Chinese influence operations – a Machiavelli moment）顯示，中華人民共和國投入大量經費傳播虛假訊息，以達成兩項目標：削弱中華民國的民主，以及促使臺灣人民接受中國共產黨的兼併；相關假訊息通常集中於軍事領域，企圖使臺灣人相信終究無法避免中華人民共和國的入侵，同時也提供中華人民共和國發起軍事行動的理由。美國智庫「布魯金斯研究所」資深研究員何瑞恩（Ryan Hass）、「德國馬歇爾基金會」亞洲計畫主任葛來儀和前美國在台協會主席卜睿哲在2023年合著的《美台關係–中國挑戰會導向衝突嗎？》（U.S.-Taiwan Relations - Will China's Challenge Lead to a Crisis?）中認為，除了中華人民共和國的軍事威脅更明顯強化，臺灣同時也面臨中國共產黨透過政治作戰逐漸侵蝕臺灣人民意志的危機，而後者通常被忽視，若不加以解決，也將對美國的利益造成更大傷害。
中國共產黨對臺灣的認知作戰並非由單一機構執行，是透過由分散在黨、政、軍部門，如中共中央宣傳部、中共中央統戰部、中共中央軍委政治工作部、解放軍戰略支援部隊等單位構成的宣傳組織體系進行。此外，中共對臺認知作戰的人流（傳播者），通常透過統戰方式招募，如臺灣的村、長扮演重要角色，黑道亦然，另有提供落地招待以及優惠創業貸款方案，鼓勵臺灣年輕人到中國大陸創業投資和就業的「青創統戰」；而前中華民國空軍副司令張延廷認為中共招攬吸納國軍退役軍官為共諜，也是為培養有利於己的自己人、進行心理戰。據《經濟學人》報導，中華人民共和國培養支持「兩岸統一」的臺灣商人和政治人物，並且在台灣散播「失敗主義」。金流如中共長期資助臺灣藝人，或是一些直播主、網紅，在特定時刻則要求其表態。資訊流則如中共透過官媒發布消息，再由具有官方背景的微博帳號分享、散布。
由於透過網路的關鍵意見領袖以及網紅直播可能影響年輕族群，媒體報導中國共產黨在台灣招募網軍與網紅，購買台灣具一定規模的臉書粉絲專頁、針對台灣青年舉辦網紅和直播主培訓活動，或者贊助剛踏入業界的YouTuber或網紅，使新進網紅傾向收集來自中國大陸的資訊加以傳播，以持續獲得贊助，因此吸引業界的其他關鍵意見領袖為商機而同步跟進，使網路言論市場更可能朝特定立場傾斜。
除了針對台灣以外，根據澳洲智庫「澳洲戰略政策研究所」在2023年發布的研究報告《操弄輿論》（Gaming Public Opinion）顯示，中共已採取更精密有效的方式更加頻繁對民主國家發起網路行動，而參與協助中華人民共和國政府透過社群媒體操作外國輿論的政府或企業機構也逐漸增加，除了解放軍戰略支援部隊和國家安全部之外，也包括部分原先負責對內監控的機關，如中共中央宣傳部、中共中央網信辦、公安部等單位，以及在政府軍事情報領域具相當份量的上市公司「奇安信」。

#### 網路訊息
跨國學術調查「V-Dem研究計畫」在2019年調查發現，台灣遭到境外假資訊攻擊的程度是全世界第一。根據美國人權組織「自由之家」發佈的《2022年北京全球媒體影響力報告》顯示，臺灣面臨大量自中國大陸發出的假訊息，且中華人民共和國對中華民國媒體的影響力持續擴大。瑞典哥德堡大學於2023年發布的研究報告也指出，中華民國已連續十年成為全球受境外假訊息影響最嚴重的國家，這些假訊息多與中華人民共和國有關。中華民國國軍曾分析來自中國人民解放軍散佈的爭議性訊息，內容類型主要包含：製造「武統」的心理氛圍、打擊中華民國政府的威信、企圖擾亂軍隊和民眾的士氣，其中以擾亂士氣為目的占多數。
保羅·切龍和讓-巴蒂斯特·讓傑尼·維爾默研究指出，中共的宣傳系統運作通常首先由官方媒體發布虛假新聞，接著運用台灣的社群媒體假帳號收錄轉載，之後在台灣新聞媒體未經核實查證下，引用傳播相關假訊息，最後使讀者難以辨認相關新聞的消息來源。而中華民國國安單位亦覺察網路水軍影響網路輿論的「散播謠言四階層」手法：首先運用「拋棄式」的社群媒體假帳號發文，其次透過由中華民國境外人士管理的臉書粉絲專頁將文章內容截圖分享後，接著再運用第三層的大量人頭帳號擴大轉傳，最後則是大量人頭帳號分享至較具知名度的公開臉書社團，以增加曝光，並誘導臺灣民眾進一步於常用的社群媒體持續傳轉。2020年3月，臉書披露其已關閉60多個偽裝成台灣用戶、向台灣散布關於新冠病毒虛假訊息的中華人民共和國網路部隊帳號；2023年5月，臉書母公司Meta再移除旗下平台臉書和Instagram上100多個冒充為美國和歐洲組織的假帳號，相關帳號所組成的網絡其運作模式與俄羅斯於2016年在美國總統大選期間使用的手法類似。此外，法務部調查局曾於2022年破獲此類透過社群平台投放內容爭議、不實訊息，企圖影響臺灣民眾認知之案件。
王立與沈伯洋認為，臺灣欲建立足以自我防衛與嚇阻入侵者的力量，「首先，要國民擁有基本且實際的軍事認知，要能夠客觀理性評估我方與敵方的優缺點，才可以在鋪天蓋地的謠言恫嚇認知作戰下，有足夠的判斷能力」；協助全民瞭解臺海軍事常識，更能具備該有的正確認知戰力。

#### 討論個案
就案例而言，學者洪敬富與羅承宗認為，中共擅長輿論宣傳戰，2021年在台灣的COVID-19疫情上升時，製造台灣內部的社會對立，並「與國內統派人士、第五縱隊、親中媒體裡應外合」，形成「話語一致性的轟炸」，企圖藉由挫傷台灣的政府防疫指揮系統，將時任中央流行疫情指揮中心指揮官陳時中拉下台，瓦解民眾對蔡英文政府領導抗疫的信任；若臺灣媒體不警覺，直接引述中共的新聞及評論，將成為對方的傳聲筒。他們也認為，有的媒體在當中扮演「在地協力者」，齊聲配合散布虛假訊息，妨礙台灣團結。而中華民國內部其他政黨對此類指控有其他質疑和觀點。時任中國國民黨臺北市議員羅智強於2021年5月受訪質疑認為，民進黨政府一直進行認知作戰混淆民眾，最大問題並非來自境外，而是對自己人催眠驅走不利訊息。時代力量發言人余佳蒨則於2023年質疑呼籲，民進黨應以同樣標準約束黨、公職人員以遏止造假風氣，如前桃園市議員王浩宇、立法委員林靜儀等公然造謠行為。
另一方面，學者余宗基、何嘉耀（2022）研究提出，在COVID-19疫情期間，中共透過操纵疫苗供应，将疫苗变成台湾政治議題，涉及制药商、科技巨头和当地政治人物等多方，旨在影响台湾公众对蔡英文政府及台湾自主研发疫苗的信任，向大眾灌输对政府公共衛生政策的不信任，并更广泛地破坏政府信譽。國防安全研究院網絡作戰與信息安全研究所所長曾怡碩（2021）認為，由於疫情期間具高度不確定性，諸多謠言流竄，中共的目的是藉機讓台灣民眾對政府產生懷疑、並逐漸不信任民主政體，造成社會內耗，最終導致體制崩塌；中華戰略學會研究員張競則認為，疫情發展有自身脈絡，中共亦難以依據疫情狀況預先規劃輿論宣傳攻勢，相關觀點或許過度高估其預估台灣疫情變化的能力。
2023年，時任中華民國總統蔡英文出訪並與美國眾議院議長凱文·麥卡錫會面，中華人民共和國藉由官方媒體、自媒體、推特帳號等多元管道，結合發起軍事演習的「軍事威懾」、「大外宣」與「散布爭議或不實訊息」等複合式手法，系統性傳播「中共軍艦抵近臺灣周邊24浬」、「共軍成功包圍臺灣」等假訊息，中華民國內部的特定媒體及同溫層社群媒體帳號也引述中國大陸媒體消息，在同溫層社群內傳播相關議題，聚焦抨擊中華民國總統與執政黨將臺灣帶向戰爭邊緣。而中華人民共和國的網路水軍運用大量假帳號採「四階層」傳播模式，相關不實訊息獲得如臺灣網路論壇「Dcard」的部分網友等網路社群引用轉傳。中華民國數位發展部部長唐鳳於同年在法國國民議會「外國干涉調查委員」聽證會談及，境外針對中華民國政府發動的網路攻擊，2022年比2021年約增加為二倍；此外在2022年，時任美國眾議院議長裴洛西臺灣時，臺灣遭受相較平時達23倍的境外網路攻擊，公共場所的電子看板也遭駭客入侵竄改、傳播仇恨訊息。
在對於其他國家的輿論操作方面，2021年，中共藉由僞裝成來自歐美國家的社群媒體帳號，發起代號爲「蜜獾行動」的網路輿論宣傳行動，抨擊美國政府。經查發現相關帳號來自一個2019年在Twitter出現、名爲「垃圾郵件僞裝」的網絡，負責替中華人民共和國政府政治宣傳、騷擾海外人士。

## 争议
旅居台湾的香港媒体人曾志豪在一篇文章中指出，在过去的台湾政坛中，认定国民党和民众党都是共产党的大外宣，将批评执政党的声音都定性为“认知作战”。

### 反串认知作战
2021年3月起，台湾网络论坛PTT上有用户「bj26bj」伪造的疾管家信息攻击「卫福部疾管家」并指控中国大陆发动认知作战，但遭网友质疑自导自演，最后被发现是亲民进党写手林玮丰所反串并有用户翻出其先前发表的反串言论。随后林玮丰在脸书上承认并致歉。反串行为遭到网民嘲讽。国民党立法院党团则指出，民进党网军丑陋面目完全现形，要求时任中华民国总统蔡英文应道歉、国家卫生指挥中心应严办。
中共中央台湾工作办公室呼吁两岸网民，绝不被綠營網軍带乱节奏，抵制民进党“1450”。共青团中央转载环球时报旗下团队“补壹刀”文章称，台湾的1450网军反串亲中言论、渗透至中国大陆的舆论，但因为模仿简体中文发帖而忽视台湾式的人名翻译而露出马脚。

## 參照
- 混合戰[105]、灰色地帶威脅（灰色行動，或稱灰色地帶衝突）
  - 認知作戰包含傳統政治作戰（宣傳戰、心理戰、思想戰）、輿論戰以及法律戰等多元領域[9][7][14]。
- 臺海心戰
- 在地協力者、有用的白痴

面對輿論戰，揭露金流、闢謠、針對議題正面敘事，不怯戰轉移焦點。
- 公開情資（針對特定對象的公開來源情報，,OSINT）
- 社群意識（Sense of Community）、社區心理學（Community Psychology）
- 「迴聲室效應」，網路演算法上導致社群網路中出過濾氣泡，俗稱社群同溫層。
- 訊息脆弱度

### 交戰雙方
- 境外敵對勢力
- 外國代理人（Foreign agents）
- 應對組織「卓越中心」或稱「反混合戰中心」（Center of excellence）[106]
- 數位服務法案（Digital Services Act，簡稱DSA）
- 反渗透法、境外勢力影響透明法草案、數位中介服務法爭議事件

### 對內操作
- 政治宣傳（Propaganda）

### 假訊息防制相關
- 陰謀論（conspiracy）
- 事實查核（Fact checking）、錯假資訊（Misinformation）
- 維基百科與事實查核

### 相關組織
- 人民網輿情監測室、輿情員（网络评论员）
- 社團法人臺灣民主實驗室（DoublethinkLab）
- 中國影響力網絡（China in the World, CITW）社群[107]

## 外部連結
- INNOVATION HUB 關於「認知作戰」的參考文件 （页面存档备份，存于）
- 歐洲聯盟的首份「外國資訊操弄干擾威脅」報告 （页面存档备份，存于）
- 法國國家軍事學校戰略研究所的研究報告《中國影響力行動--馬基雅維利時刻》 （页面存档备份，存于）
- 澳洲戰略政策研究所的研究報告《操弄輿論》 （页面存档备份，存于）